# Mauro Saez Jarpa
Mauro Saez Jarpa, född 1 februari 1987, är en svensk fotbollsspelare (försvarare).

## Karriär
Han fick inget förnyat kontrakt med Hammarby IF och skrev inför säsongen 2012 på för division 1-klubben Väsby United.
Säsongen 2014 spelade Saez Jarpa för Los Copihues i Division 5. Säsongen 2015, 2016, 2017 och 2018 spelade han för Santiago Wanderers IOKF i Division 5. 2023 spelade Saez Jarpa två matcher för division 7-klubben Colo-Colo International FK.